# Swiss Open 1980
Het Zwitsers Open is een golftoernooi dat in 1923 voor het eerst werd gespeeld en behoort tot de Europese PGA Tour sinds die in 1972 werd opgericht. In 1980 werd het gespeeld van 28-31 augustus op de baan van de Golf Club Crans-sur-Sierre. Het prijzengeld was € 69.825, waarvan de winnaar € 11,690 kreeg.

## Top 10
| Nr | Speler          | Score           | Score |
| -- | --------------- | --------------- | ----- |
| 1  | Nick Price      | 65-69-67-66=267 | -21   |
| 2  | Manuel Calero   | 74-66-68-65-273 | -15   |
| 3  | Greg Norman     | 69-69-68-68=274 | -14   |
| 4  | Dale Hayes      | 68-70-67-70=275 | -13   |
| 5  | Jeff Hall       | 73-68-68-68=277 | -11   |
| 5  | Johnny Miller   | 71-67-69-70=277 | -11   |
| 7  | Howard Clark    | 67-70-73-68=278 | -10   |
| 7  | Peter Townsend  | 71-67-69-71=278 | -10   |
| 9  | Paul Hoad       | 67-66-73-73=279 | -9    |
| 10 | Gordon J. Brand | 72-67-67-74=280 | -8    |
| 10 | Harold Henning  | 69-70-70-71=280 | -8    |
| 10 | Eddie Polland   | 67-72-67-74=280 | -8    |

Vanaf 1972:
1972 · 
1973 · 
1974 · 
1975 · 
1976 · 
1977 · 
1978 · 
1979 · 
1980 · 
1981 · 
1982 ·   
1983 · 
1984 ·
1985 ·
1986 ·
1987 ·
1988 ·
1989 ·
1990 ·
1991 ·
1992 ·
1993 ·
1994 ·
1995 ·
1996 · 
1997 ·
1998 ·
1999 · 
2000 · 
2001 · 
2002 · 
2003 · 
2004 · 
2005 · 
2006 · 
2007 · 
2008 · 
2009 · 
2010 · 
2011 · 
2012 · 
2013 · 
2014
1972 ·
1973 ·
1974 ·
1975 ·
1976 ·
1977 ·
1978 ·
1979 ·
1980 ·
1981 ·
1982 ·
1983 ·
1984 ·
1985 ·
1986 ·
1987 ·
1988 ·
1989 ·
1990 ·
1991 ·
1992 ·
1993 ·
1994 ·
1995 ·
1996 ·
1997 ·
1998 ·
1999 ·
2000 ·
2001 ·
2002 ·
2003 ·
2004 ·
2005 ·
2006 ·
2007 ·
2008 ·
2009 ·
2010 ·
2011 ·
2012 ·
2013 ·
2014 ·
2015 ·
2016

## Links
- Volledige Uitslag